# 新潟大学地域医療教育センター・魚沼基幹病院
新潟大学地域医療教育センター・魚沼基幹病院（にいがただいがくちいきいりょうきょういくセンター・うおぬまきかんびょういん）とは、新潟県南魚沼市浦佐にある一般財団法人 新潟県地域医療推進機構が運営する病院である。

## 概要
当院は広域・専門・災害時等に魚沼圏域(魚沼市・南魚沼市・十日町市・湯沢町・津南町)の拠点的医療を確保するために設置された。
「公設民営方式」が採用されており、設置者は県であるが、運営・管理は県が出資する一般財団法人によって行われている。

## 沿革
- 2009年（平成21年） - 魚沼基幹病院（仮称）の基本計画作成[2]
- 2010年（平成22年） - 実施設計
- 2011年（平成23年） - 着工
- 2012年（平成24年）
  - 2月14日 - 「一般財団法人 新潟県地域医療推進機構」理事長に荒川正昭が内定
  - 5月2日 - 病院長予定者を新潟大学医歯学総合病院長の内山聖に決定
- 2013年（平成25年）2月22日 - 魚沼基幹病院（仮称）の名称を「新潟県地域医療推進機構魚沼基幹病院（略称：魚沼基幹病院）」に決定[3]。新潟大学医歯学総合病院魚沼地域医療教育センターと魚沼基幹病院が連携・協力する際の名称として、「新潟大学医歯学総合病院魚沼地域医療教育センター 新潟県地域医療推進機構魚沼基幹病院（略称：新潟大学地域医療教育センター・魚沼基幹病院）」を使用する[3]。
- 2015年（平成27年）6月2日 - 開院[1]。

## 基本的機能
- 救急医療
  - 地域救命救急センター機能
- 高度医療
  - 地域がん診療連携拠点病院機能
  - 地域総合周産期母子医療センター機能
  - 外傷センター機能
- 地域医療・地域連携
  - 地域医療教育センター機能
  - 地域医療支援病院機能
- 災害時医療
  - 地域災害医療センター機能
- 精神科医療
  - 総合的な精神科医療機能

## 規模
- 454床
  - 一般病床400床（救命救急センター14床含む）
  - 精神病床50床（閉鎖病棟）
  - 感染症病床4床

## 診療科
- 31科
- 総合診療科
- 循環器内科
- 内分泌および代謝内科
- 血液内科
- 腎臓内科
- リウマチ科
- 膠原病科
- 呼吸器および感染症内科
- 消化器内科
- 神経内科
- 精神科
- 小児科
- 消化器外科・一般外科
- 乳腺および内分泌外科
- 心臓血管外科
- 呼吸器外科
- 整形外科
- 形成外科
- 脳神経外科
- 皮膚科
- 泌尿器科
- 眼科
- 耳鼻咽喉科
- 産婦人科
- 放射線治療科
- 放射線診断科
- 麻酔科
- 救急科
- リハビリテーション科
- 矯正歯科
- 歯科口腔外科
- 病理診断科

## 研修・研究施設
- 新潟大学医歯学総合病院魚沼地域医療教育センター
  - 総合診療医を育成（育成プログラムで専門医との連携）、医学生教育（5年・6年臨床実習）から卒後（2年）の臨床研修、専門医研修を行う。
- 魚沼臨床研究センター（新潟大学・東京大学）
  - 人口移動が少ない地域特性を活かした大規模コホート研究の実施
  - 新潟大学や東京大学との連携
- 修学資金
  - 県が修学資金を貸与した医師の配置

## アクセス
- 鉄道 - 上越新幹線・上越線の浦佐駅が最寄（約1.5km）
- バス - 南越後観光バス・魚沼基幹病院入口バス停（約400m・徒歩：約5分）および魚沼基幹病院前バス停（徒歩すぐ）
- 車 - 国道17号・浦佐バイパス沿線

## 運営
基幹病院は、新潟県が設置し、県から指定管理者の指定を受けた「一般財団法人新潟県地域医療推進機構」が運営・管理する。

## 魚沼地域医療再編
基幹病院設置に伴い、従来の県立病院・市立病院を以下の通り再編した。

### 魚沼市立小出病院
- 2015年6月に県立小出病院を魚沼市に移譲。高度医療・専門医療は基幹病院に機能を移し、地域医療に特化。魚沼市立堀之内病院より病床を移管。
- 規模
  - 一般病床90床程度
  - 療養病床44床程度
    - 旧：県立小出病院は383床であった。
- 診療科
  - 内科・神経内科・小児科・整形外科・外科・泌尿器科・脳神経外科・皮膚科・婦人科
- 運営
  - 魚沼市が開設者となり、指定管理者制度により一般財団法人魚沼市医療公社が運営。

### 南魚沼市民病院
- 2015年11月に旧・県立六日町病院の隣接地に市立病院として開院。ゆきぐに大和病院の地域医療中核施設機能も継承。
- 規模
  - 一般病床等140床
    - 旧：県立六日町病院は199床であった。2015年6月に南魚沼市に移譲され、暫定的に20床の南魚沼市立六日町病院となった後、同年10月末で閉院。
- 診療科
  - 内科・精神科・神経内科・循環器内科・呼吸器内科・外科・消化器内科・消化器外科・肛門外科・整形外科・形成外科・小児科・婦人科・眼科・皮膚科・泌尿器科・耳鼻いんこう科・歯科・歯科口腔外科・小児歯科・リハビリテーション科・放射線科・リウマチ科・麻酔科・腎臓内科
- 運営
  - 南魚沼市が開設者となり、運営も行う。

### ゆきぐに大和病院
- 基幹病院の隣接地にある。地域医療中核施設機能も南魚沼市民病院に移し、規模縮小。
- 規模
  - 一般病床45床
    - 2015年10月までは199床であった。
- 診療科
  - 内科・和漢診療科・神経内科・精神科・外科・リハビリテーション科・リウマチ科・歯科・小児科・小児歯科
- 運営
  - 引き続き南魚沼市が開設・運営。

### 魚沼市立堀之内病院→堀之内医療センター
- 病床を小出病院に移し、規模縮小。
- 規模
  - 病床なし
    - 2015年10月までは一般病床30床が、2017年までは療養病床50床があった。
- 診療科
  - 内科・整形外科・リハビリ科
- 運営
  - 2015年4月から指定管理者制度により一般財団法人魚沼市医療公社が運営。